# Ayutla de los Libres
Pour les articles homonymes, voir Ayutla.
Ayutla de los Libres est l'une des 81 municipalités de l'État de Guerrero, dans le sud-ouest du Mexique.